# 1782 в Україні

## Події
- у Гетьманщині ліквідовано полкову та сотенну адміністрацію, запроваджено поділ на три намісництва.
- Скасування Кріпацтва у західній Україні.

## Особи

### Народились
- Андрущенко Семен Матвійович (1782—1850) — учитель, викладач іноземних мов та математики, професор.
- Авксентій Галинський (1782—1844) — український церковний діяч, ректор Воронезької духовної семінарії (1819—1821), намісник Києво-Печерської лаври. Настоятель Києво-Пустинно-Миколаївського монастиря.
- Дудрович Андрій Іванович (1782—1830) — український філософ, педагог.
- Котляревський Петро Степанович (1782—1852) — генерал від інфантерії, завойовник території сучасного Азербайджану.
- Вінцентій Красінський (1782—1858) — граф, польський, французький та російський генерал, учасник Наполеонівських війн.
- Левандовський Прокопій Степанович (1872—1849) — український маляр, музикант.
- Нахімов Яким Миколайович (1782—1814) — український російськомовний поет-сатирик.
- Паскевич Іван Федорович (1782—1856) — російський військовий діяч українського походження, генерал-фельдмаршал (з 1829-го), граф Єреванський (від 1828-го), намісник Царства Польського («найясніший князь Варшавський») (від 1831-го).
- Товарницький Іван (1782—1869) — один із перших українських промисловців у Львові, колекціонер, меценат.

### Померли
- Білоградський Тимофій (1710—1782) — український композитор, лютніст й кобзар-бандурист.
- Скоропадський Іван Михайлович (осавул) (1727—1782) — генеральний осавул в 1762—1781 роках за урядування гетьмана Кирила Розумовського та в складі Другої Малоросійської колегії під час Глухівського періоду в історії України, бунчуковий товариш, бригадир (1781).

## Засновані, створені
- Золочівський округ
- Глухівський повіт
- Миргородський повіт
- Баратівка (Новобузький район)
- Єнакієве
- Зміївка (Бериславський район)
- Недайвода
- Старогнатівка
- Костел Успіння Діви Марії (Бучач)
- Івано-Франківський меморіальний сквер
- Андріївська церква (Стольне)
- Свято-Духівський храм (Вільне)
- Палац Санґушків (Славута)

## Зникли, скасовані
- Переяславський полк Війська Запорозького
- Чигрин-Дубровська сотня
- Яготинська сотня
- Кріпацтво на західній Україні